# Рош, Джеймс, 3-й барон Фермой
Джеймс Бутби Бёрк Рош (англ. James Boothby Burke Roche; 28 июля 1851, Лондон, Великобритания — 30 октября 1920, там же) — британский аристократ, 3-й барон Фермой и пэр Ирландии в 1920 году, депутат Палаты общин Великобритании в 1896—1900 годах. Прадед Дианы, принцессы Уэльской. Был вторым сыном Эдмонда Роша, 1-го барона Фермоя, и его жены Элизы Каролины Бутби, унаследовал титул после смерти старшего брата Эдуарда, которого пережил всего на два месяца.
Барон был женат на американке Фрэнсис Уорк, дочери Фрэнка Уорка и Эллен Вуд. В этом браке родились:
- Эйлин (родилась и умерла в 1882 году);
- Синтия (1884—1966), жена Артура Бардена и Гая Кэри;
- Морис (1885—1955), 4-й барон Фермой;
- Фрэнсис (1885—1958), умерла незамужней[2].